# Styliscus
Styliscus är ett släkte av skalbaggar. Styliscus ingår i familjen vivlar.
Kladogram enligt Catalogue of Life:
| Styliscus | \| \| Styliscus armatus \| \| \| \| |
|           | \| \| Styliscus armatus \| \| \| \| |
|           | Styliscus armatus                   |
|           |                                     |